# Benvenida Abravanel
Benvenida Abravanel, auch Benvegnita, Bienvenita oder Bienvenida, (* um 1473 in Portugal; † nach 1560 in Italien) war eine der einflussreichsten und wohlhabendsten jüdischen Frauen der frühen Neuzeit in Italien.

## Leben
Geburtsort und Geburtsdatum von Benvenida Abravanel sind unbekannt. Sie war die Tochter von Jakob Abravanel, einem der drei Brüder des Finanzmannes, Philosophen und Bibelexegeten Isaak Abravanel. Die Familie stammte ursprünglich aus Spanien und war nach den Massakern von 1391 und der Zwangsbekehrung ihres Urgroßvater Samuel Abravanel nach Portugal geflohen. Benvenida heiratete ihren Cousin Samuel Abravanel (1473–1547), den jüngsten der drei Söhne von Isaak Abravanel, der somit gleichzeitig ihr Onkel und Schwiegervater war. Ort und Datum ihrer Hochzeit sind nicht bekannt. Benvenida brachte eine große Mitgift in die Ehe. Sie und ihr Mann waren 1492 bei der Vertreibung der spanischen Juden mit der Mehrheit der Familie Abravanel nach Neapel emigriert. Ihr Mann war, wie dessen Vater Isaak, als Finanzberater des Vizekönigs von Neapel und als erfolgreicher Geschäftsmann tätig. Nach dem Tode seines Schwiegervaters Jakob Abravanel übernahm er die Führung der jüdischen Gemeinde von Neapel. Benvenida zog sechs eigene (drei Knaben und drei Mädchen) und einen illegitimen Sohn Samuels auf. Eine ihrer erwachsenen Töchter lebte gemäß Überlieferung als Kryptojüdin in Portugal.
Obwohl es Ferdinand II. vorerst nicht gelang, die Inquisition in Neapel einzuführen, kamen die ansässigen Juden immer wieder unter Druck. Ausweisungsedikte konnten oft nur gegen Bezahlung von großen Geldsummen umgangen werden. Auch unter der Herrschaft von Karl V. waren die Juden immer wieder von der Ausweisung bedroht. Die Situation verbesserte sich etwas, als 1532 Pedro Álvarez de Toledo zum Vizekönig von Neapel ernannt wurde. Dieser verkehrte gerne im Hause der Abravanels und übergab Benvenida und Samuel sogar seine zweitälteste Tochter Eleonora von Toledo (1522–1562), die nachmalige Ehefrau von Cosimo I. de’ Medici, zur Erziehung.
Benvenida war weitum bekannt für ihre Frömmigkeit und für ihre Großzügigkeit. Sie soll für eine große Anzahl von jüdisch-marranischen Flüchtlingen Lösegeldzahlungen geleistet haben. Als sich der Messiasprätendent David Reubeni zwischen 1524 und 1525 in Italien aufhielt, fand er in Benvenida eine glühende Verehrerin. Mehrmals ließ sie ihm Geldsummen zukommen.
Als 1533 Karl V. erneut die Ausweisung der Juden anordnete, gelang es Benvenida zusammen mit neapolitanischen Prinzessinnen, den Entscheid um zehn Jahre zu verschieben. 1540 wurden die Juden gezwungen, ein Abzeichen auf ihren Kleidern zu tragen. In der Folge verließen die Abravanels Neapel und siedelten 1541 nach Ferrara über, einem Zentrum der sefardischen Immigration in Italien. Wenige Jahre nach ihrer Ankunft in Ferrara starb ihr Mann Samuel 1447 unerwartet. Benvenida war von ihrem Mann als Generalerbin eingesetzt worden. Samuels illegitimer Sohn focht dieses Testament aus rabbinisch-rechtlichen Gründen an und löste damit einen weiten Disput unter den Rabbinern Italiens und der Türkei aus. Trotz dieses Erbstreites übernahm Benvenida die Geschäfte ihres Mannes. Es gelang ihr zusammen mit ihren Söhnen Jakob und Judah die Macht auszuweiten, indem sie mit Erlaubnis der florentinischen Obrigkeit fünf Bankinstitute im Großherzogtum Toskana gründen konnte.
Wie in Neapel genoss Benvenida auch In Ferrara den Ruf einer großzügigen Wohltäterin und Förderin der Künste. Von 1548 bis 1553 war ihr in der Person von Gracia Nasi eine andere berühmte Mäzenin in Ferrara gewachsen. Ob sich die beiden getroffen hatten, ist nicht bekannt. Trotz ihrer großen Macht und ihres Einflusses ist wenig über Benvenida Abravanel überliefert. Neben den Einträgen im Erbstreit mit ihrem Stiefsohn fand sie Erwähnung im Tagebuch von David Reubeni. Ebenfalls ist sie erwähnt in Samuel Usques Buch Consolacam as tribulacoens de Israel (Ferrara 1553).
Um 1560 war Benvenida Abravanel noch am Leben. Der genaue Todeszeitpunkt ist nicht bekannt.